# Vasil Nodia
Vasil Nodia (en georgiano: ვასილ ნოდია; Poti, 1891-1924) fue un político menchevique georgiano del Partido Socialdemócrata de Georgia y miembro de la Asamblea Constituyente de Georgia.

## Biografía
Vasil Nodia nació en 1891 en Poti y se graduó en la escuela civil de dos clases de Poti.
Desde 1905 trabajó en la facción menchevique del Partido Obrero Socialdemócrata de Rusia. En 1912, fue reclutado por el ejército, donde sirvió en el departamento médico y médico. En 1914, tras el inicio de la Primera Guerra Mundial, Nodia fue enviado al frente austríaco, donde fue capturado y pasó dos años en cautiverio. El 12 de marzo de 1919 fue elegido miembro de la Asamblea Constituyente de Georgia en la lista del Partido Socialdemócrata de Georgia, donde integró las comisiones jurídica, del trabajo y de salud pública. En 1924, viajó como miembro el Comité de Independencia a París para reunirse el gobierno en el exilio, intercambiar información y acordar un plan de acción patriótica. Fue arrestado unas semanas antes de la rebelión de agosto de 1924. Les dispararon mientras los transportaban en diligencia desde el centro de detención política de Súzdal a una estación desconocida.